# Rikissa van Polen
Rikissa van Polen (12 april 1116 - na 25 december 1156) was een dochter van Bolesław III van Polen en diens tweede echtgenote Salomea van Berg-Schelklingen.
Door de actieve huwelijksdiplomatie van haar familie is Rikissa drie keer getrouwd:
1. (ca.)1128-1134 met Magnus van Zweden. Magnus sneuvelde in 1134, ze kregen één zoon:
Knoet V van Denemarken
2. (ca.)1135-1145 met Volodar Glebovitsj (ca. 1115 - na 1186), vorst van Minsk en Hrodna, die in Polen in ballingschap was. Volodar was een zoon van Gleb Vseslavich en Anastasia Yaropolkovna (1074 - 8 januari 1159). Het huwelijk werd in 1145 ontbonden om diplomatieke redenen. Volodar regeerde als prins van Minsk van 1151-1158 en 1165-1167. Volodar en Rikissa kregen drie kinderen:
Vasilko (ca. 1135 - 1196), prins van Lahoysk;
Vladimir (ca. 1140 - februari 1216), prins van Minsk (1182) en Polotsk (1200)
Sophia
3. (ca.)1149-1156 met Sverker I van Zweden (op 25 december 1156 vermoord):
Borislav Sverkersson (later koning in Östergötland en medekoning van Knoet I van Zweden)
Van Rikissa is daarna niets bekend hoewel er een verhaal is dat ze met een van de moordenaars van Sverker zou zijn getrouwd. Haar graf is niet bekend maar aangenomen wordt dat ze in de abdij van Alvastra in Ödeshög (gemeente) is begraven. Die abdij is gesticht door Sverker, en die is er begraven.